# NGC 6724
NGC 6724 este o galaxie situată în constelația Vulturul. A fost descoperită în 5 septembrie 1828 de către John Herschel.